# Diplôme initial de langue française
Ne doit pas être confondu avec DELF et DALF.
 (mars 2024).
Le DILF (prononcé [dilf], en forme longue diplôme initial de langue française) est un diplôme de langue française pour les premiers apprentissages créé en 2006. Le DILF valide un premier niveau de maîtrise du français ; il s'appuie sur le Référentiel pour les premiers acquis en français, défini par rapport aux niveaux de compétences en langues proposés par le Cadre européen commun de référence pour les langues (CECRL) du Conseil de l'Europe (niveau A.1.1.).

## Usage
De 2007 à 2016, ce diplôme est retenu par l'Office français de l'immigration et de l'intégration (OFII, ex-ANAEM) pour évaluer le niveau acquis à l'issue des formations linguistiques offertes dans le cadre du contrat d'accueil et d'intégration (CAI) des étrangers en situation régulière nouvellement arrivés en France.
Le DILF est aussi proposé, hors de ce cadre, en métropole et dans les DROM-COM, dans des centres d'examen agréés par la Commission nationale du DILF. Hors du cadre CAI, le DILF peut être passé soit à l'issue de plans de formation départementaux ou régionaux, soit dans des centres de formation en français langue étrangère, soit dans cadre de dispositifs publics d'apprentissage du français pour les étrangers au sein de GRETA.

## Création
Le DILF est créé par le décret du 19 décembre 2006 no 2006-1626 et l'arrêté du 20 décembre 2006 fixant le contenu des épreuves.